# 2012年诺贝尔文学奖

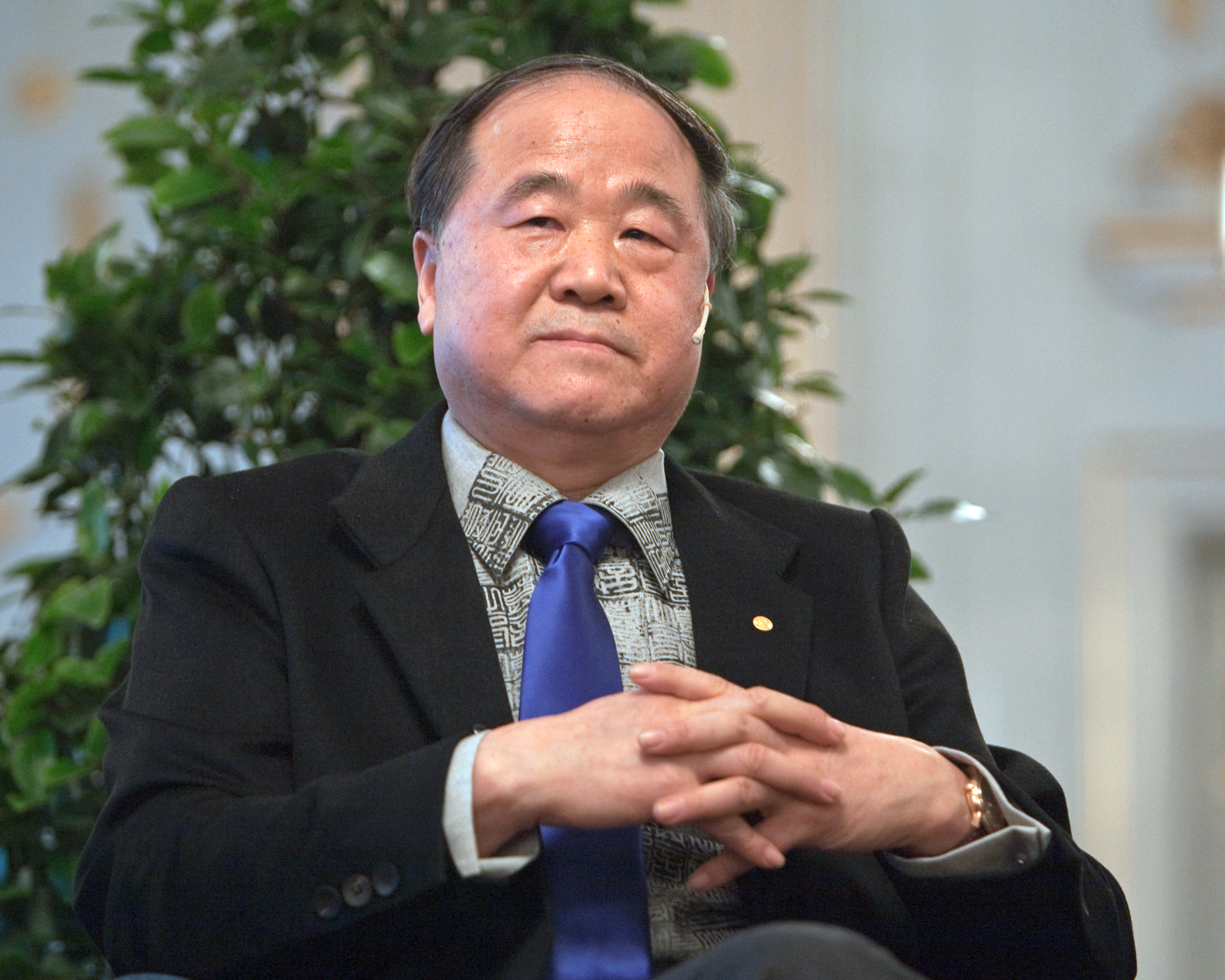
莫言

2012年10月11日13时，经由瑞典文学院诺贝尔奖评审委员会、瑞典文学院常任秘书彼得·恩隆德宣布，本年度诺贝尔文学奖的获得者是中国作家莫言，彼得·恩隆德说“（莫言）以幻觉现实主义融合了民间故事、历史与当代。”莫言成为第一位获得诺贝尔文学奖的中国籍作家。

## 提名
瑞典文学院常任秘书彼得·恩隆德曾透露，2012年诺贝尔文学奖的提名一共有210位作家，其中46位是首次提名。欧美博彩公司和美国纽约时报刊文说，中国作家莫言、曹乃谦、张一一获得提名。
2012年4月，瑞典文学院诺贝尔奖评审委员会否决了210人中的190人，其中20人进入第二轮评选。中国的莫言、曹乃谦进入20强的名单。
瑞典文学院诺贝尔奖评审委员会在第二轮评选中否决15人，留下5人进行秘密投票，由票数决定最后得主。

## 获奖
2012年10月11日13时，瑞典文学院诺贝尔奖评审委员会、瑞典文学院常任秘书彼得·恩隆德公布年度诺贝尔文学奖的得主是中国作家莫言，诺贝尔委员会新闻稿说：
|  | （莫言）以幻觉现实主义融合了民间故事、历史与当代。 |

|  | who with hallucinatory realism merges folk tales, history and the contemporary. |

## 官方反应
2012年10月11日，中共中央政治局常委李长春致信中国作家协会，贺信说：
随着我国改革开放和现代化建设的迅猛发展，中国文学迸发出巨大的创造活力，广大中国作家植根于人民生活和民族传统的深厚土壤，创作出一大批具有中国特色、中国风格、中国气派的优秀作品。莫言就是其中的杰出代表。莫言获得诺贝尔文学奖，既是中国文学繁荣进步的体现，也是我国综合国力和国际影响力不断提升的体现。他希望广大作家坚持以人民为中心的创作导向，贴近实际、贴近生活、贴近群众，创作出更多无愧于历史、无愧于时代、无愧于人民的优秀作品，为中华文化繁荣发展，为人类文明进步作出新的更大贡献。

2012年10月11日，中国作家协会发表最莫言获奖的贺词：
欣闻莫言先生荣获2012年诺贝尔文学奖，我们表示热烈祝贺!
在几十年文学创作道路上，莫言对祖国怀有真挚情感，与人民大众保持紧密联系，潜心于艺术创新，取得了卓越成就。自上世纪八十年代以来，莫言一直身处中国文学探索和创造的前沿，作品深深扎根于乡土，从生活中汲取艺术灵感，从中华民族百年来的命运和奋斗中汲取思想力量，以奔放独特的民族风格，有力地拓展了中国文学的想象空间、思想深度和艺术境界。莫言的作品深受国内外广大读者喜爱，在中国当代文学史上占有重要地位。
莫言的获奖，表明国际文坛对中国当代文学及作家的深切关注，表明中国文学所具有的世界意义。希望中国作家继续勤奋笔耕，奉献更多精品力作，为人类的文化发展作出新的贡献！
值得一提的是，对于莫言获奖，中共当局政府同当年刘晓波获得2010年诺贝尔和平奖的态度截然相反。两年前，新华网就刘晓波获诺贝尔和平奖事件称：“刘晓波是什么人？他何德何能受到诺贝尔委员会的青睐。”而对于莫言获奖，则进行了全方位的报道，其中不乏溢美褒奖之词。

## 评价
2012年10月11日，诺贝尔文学奖委员会宣布2012年诺贝尔文学奖获得者为莫言。此事不仅在文学界产生影响，也引起社会各界广泛讨论。中华人民共和国官方和大部分中文作家对莫言表示祝贺和肯定，一些反共作家和政治人士反对诺贝尔奖委员会的决定，质疑莫言获奖。

### 正面
中国大陆和台湾的中文文学界的王蒙、陈忠实、余华、龙应台、陈丹青、阎连科、苏童、迟子建、李锐、周国平等人在莫言获奖时大都表达出对其作品和写作态度的肯定。
莫言作品的译著人葛浩文、陈安娜等人对其获奖表示肯定，而中国媒体以及汉学家顾彬认为莫言获奖源自于他们卓越的翻译版本有着强大的全球推广作用，莫言著作的英文译者葛浩文（Howard Goldblatt）认为莫言的经历和中国很多作家一样。他认为莫言习惯于远离政治，但是尊敬那些中国的异见人士。2000年高行健获得诺贝尔文学奖时，莫言是极少数站出来为之说话的人。

### 争议
余杰、艾未未、溫云超、莫之許、张一一、章诒和等人批评莫言的官方身份，认为他干扰了中国的文学创作自由，“为虎作伥”；同时质疑莫言的政治倾向，认为莫言曾因为出版图书而抄写毛泽东在延安文艺座谈会上的讲话，是偏向中国政府。反共作家和政治人士认为他的文学水平尚未够资格获得诺贝尔奖。
莫言的《透明的红萝卜》入选高中语文教材，文学界和学生家长有不同看法和意见，有功利性、暴力、文字深奥、性描写多等焦点。

#### 回应
诺贝尔奖评审委员会否定金钱利益考虑以及反驳了关于莫言政治立场谴责的批评，评委马悦然认为，人们不能简单地把中国人分为“当局的忠诚者”和“异议人士”。
10月12日，莫言举行获诺贝尔文学奖后的新闻发布会，会上，莫言回应并无迁居海外的意向。他表示不会后悔曾抄写毛泽东在延安文艺座谈会上的讲话。他表示该“讲话虽然是有着巨大的局限性，过分强调文学与阶级的关系而忽略了文学的人性，但也觉得其中有值得认可的部分，并且在当时那种社会历史的背景下，对于推翻腐朽的政权产生了积极的作用。”他认为作为80年代的作家之一，开始写作时已经意识到延安讲话的精神有局限性，已经无法满足文学创作的需要，他的文学创作都是在突破这种局限。莫言认为他的写作并“不限于党派，作家不为党派服务”，而是“站在人的立场，写人的情感、人的命运”，他的小说是“大于政治的”；媒体以他出国与否去判断其是否爱国，是非常片面的事情。
当日新闻发布会上，莫言回答关于刘晓波的提问：「我对他后来的很多的活动都不太了解。但是我现在希望他能够尽早地获得自由，尽早地能够健康地获得他的自由，然后我觉得他完全可以研究他的政治，研究他的社会体制。」
而在莫言领奖的会上，自由亚洲电台记者要求莫言重复之前“声援刘晓波”的言论，莫言回答：“大家的时间都宝贵，没有必要重复。我当天回答的内容你明明都知道了，你为什么要我重复呢？大家时间都宝贵需要均摊，我希望你不要揪住一个问题不放”。
对于课文的批评，《人民文学》主编李敬泽、《收获》主编葉開等提醒政府当局不要低估学生的理解能力、不要对莫言文字做风马牛不相及的解读。

## 莫言热
莫言获奖引发了中文界和当地政府的亢奋，提出了“文化搭台，经济唱戏”的观念：莫言的家乡高密市人民政府投资6.7亿打造“红高粱文化休闲区”，将用千万元种植万亩红高粱，而老家管委会主任范珲表示先扔一千万，赔本也要种；莫言文学馆也将重新建造更大的；山东省的旅游口号将修改为“一山一水一圣人一文豪”；莫言家的萝卜、土豆被视为“神物”；莫言作品即将列入高中语文教材；影视公司将拍摄莫言作品；莫言老家要重新建筑，辖区官员直接对莫言父亲说儿子不是他的儿子，房子不是他的房子了。

## 领奖言论争议

### 审查制度
美联社对莫言的报导则以莫言对审查制度的态度为重点，认为：被批评为身为中共党员、不愿反对中国政府、不维护言论自由并且支持中共背景的中国作家协会的莫言，认为审查制度和出入境安检是一样的。莫言自称“反感所有的检查”，他称：“我从来没有赞美过新闻审查这种制度，但我想新闻审查每个国家都存在。但是审查的尺度和标准都不一样。如果没有新闻审查，大家都可以在任意污蔑和诽谤人家” ，他又认为“新闻审查应该遵守的最高准则是，只要不违背实事真相的都不应该审查，违背了实事真相的都要审查”，美联社则将其回答截断并翻译为“新闻审查应该有最高准则”。（“censorship should have the highest principle”），并以“中国诺奖获得者称审查是必须”作为标题被问到审查制度是否有利于写作时，莫言回答说：“如果一个作家认为他在完全自由的状态下能够写出最伟大的作品，我认为这是一种幻想。反过来说，如果一个作家在不自由或者不太自由的情况写不出好作品，也是假话。关键是作家自己的内心是否自由，关键是作家能否站在超越了政治和阶级的立场来写作，包括作家的爱心，包括那些在背后咬牙切齿憎恨你的人，也要把他们当人看，给予他们深深的同情”。
《大纪元时报》和台湾中央通信社将美聯社的報導解读为：莫言是中國作家協會副主席，因為沒有更大膽的發聲捍衛言論自由，原已遭致批評。但莫言2012年12月6日在瑞典領獎前夕的公開發言更惹議，他表示，（中共）當局的審查制度，像機場安檢一樣有必要。「不覺得審查制度應阻擋真相，但是任何誹謗或謠言『應該被封殺』。」「但是我也希望言論審查制度，應該有更高原則。」」2009年諾貝爾文學獎得主赫塔·米勒則批評，評審團選擇莫言是一個『大災難』，並指責莫言為中共審查制度辯護。

## 媒体报道

### 国际通讯社
美国美联社、法国法新社、英国路透社等大国国家通讯社详细报道了莫言得奖的新闻。

### 报纸
美国《华尔街日报》《纽约时报》与《时代周刊》、英国《卫报》与《经济学家》、德国《世界报》与《图片报》、俄罗斯《论据与事实》、法国《新观察家》、印度《印度斯坦时报》与《雅加达环球报》、日本《每日新闻》与《产经新闻》、新加坡《海峡时报》与《联合早报》、澳大利亚《堪培拉时报》等各大国的媒体均作了详细报道。